# Richard Seuss
Richard Seuss (Lipsia, 28 agosto 1897 – Münster, 26 settembre 1963) è stato un militare tedesco.
Ufficiale della Kriegsmarine durante la seconda guerra mondiale, venne decorato della Croce di Ferro di prima classe. Comandante della Marine Artillerie Abteilung 608 a partire dall’agosto 1942, fu insignito della Croce di Cavaliere della Croce di Ferro con fronde di quercia per la tenace resistenza opposta agli anglo-americani durante l’assedio dell’isola di Cézembre nell’agosto-settembre 1944. nominato due volte nei Wehrmachtbericht del 1 e 3 settembre 1944

## Biografia
Nacque ad Lipsia il 28 agosto 1897, e fu arruolato nel Deutsche Heer nel 1917, durante il corso della prima guerra mondiale, assegnato all’arma di artiglieria. Dopo aver prestato servizio presso il 4º Reggimento d’artiglieria fu congedato nel 1919, venendo richiamato in servizio attivo nel 1928, e promosso sergente nel 1935. Dopo aver frequentato un corso per ufficiali fu trasferito all’artiglieria costiera, e nel gennaio 1941 fu assegnato a prestare servizio presso la Marine Artillerie Abteilung 117 di Libau, in Lituania. Nell’agosto dello stesso anno fu trasferito alla Marine Artillerie Abteilung 119 che si trovava nella penisola di Helan, venendo promosso capitano nel novembre dello stesso anno. Il 23 agosto 1942 fu nominato comandante della Marine Artillerie Abteilung 608, posizionata sull’isola di Cézembre, posta al centro della baia di Saint-Malo. Tale batteria costiera era parte del cosiddetto Vallo Atlantico. Quando gli Alleati invasero la Normandia, il 6 giugno 1944, la Marine Artillerie Abteilung 608 era pienamente efficiente e dipendeva dal Festungskommandant della zona, l’Oberstleutnant Andreas von Aulock. 
Alle sue dipendenze disponeva di 650 uomini, tra cui 200 artiglieri di marina appartenenti alla 1ª Divisione Atlantica Fucilieri di Marina della Marina Nazionale Repubblicana e 100 russi bianchi. Il 3 agosto il VIII Corpo d'Armata statunitense, al comando del maggiore generale Troy H. Middleton raggiunse Saint-Malo il 3 agosto 1944, ed entro il 5 successivo aveva completamente accerchiato la città, che capitolò il 18 agosto al termine di una dura battaglia. L’isola di Cézembre era stata sottoposta ad attacchi aerei a partire dal 13 agosto, ed egli fu insignito della Croce di Cavaliere della Croce di Ferro il 15 dello stesso mese per decisione dell'Oberkommando der Marine.
Cézembre continuò a resistere nonostante le intimazioni di resa, anche quando iniziò ad essere colpita dal tiro delle artiglierie posizionate sulla costa e ciò portò il generale George Smith Patton ad ordinare massicci attacchi aerei e navali contro la postazione tedesca. Dopo un primo attacco eseguito il 30 agosto da 75 bombardieri statunitensi Douglas A-20 Havoc e Martin B-26 Marauder, il giorno dopo fu eseguito un più massiccio attacco portato da 99 bombardieri americani sganciarono che lanciarono sia bombe convenzionali che al napalm, seguiti da 165 bombardieri Halifax e 5 Mosquito della Royal Air Force. Al termine dell’attacco aereo iniziarono ad arrivare i proiettili da 381 sparati dall’artiglieria principale della nave da battaglia Warspite. Nonostante il massiccio bombardamento l’isola continuò a resistere, capitolando il 1º settembre, dopo aver ottenuto l’autorizzazione del Comando in Capo della Kriegsmarine. Preso prigioniero da elementi della 83rd Infantry Division, Seuss fu insignito delle foglie di quercia sulla Croce di Cavaliere il 2 settembre.
Dopo il ritorno dalla prigionia fu successivamente promosso al grado di Korvettenkapitän der reserve della Bundesmarine, e si spense a Münster il 26 settembre 1963.

### Annotazioni
1. ↑  A sua volta dipendente dal comandante della base navale, Kapitän zur See Werner Endell.

### Fonti
1. 1 2 3 4 5  Puddu 2007, p. 27.
2. 1 2  Puddu 2007, p. 26.
3. 1 2 3 4 5  Puddu 2007, p. 28.
4. ↑  Puddu 2007, p. 25.
5. 1 2 3 4  Puddu 2007, p. 29.
6. 1 2  Puddu 2007, p. 30.
7. 1 2  Scherzer 2007, p. 702.

### Pubblicazioni
- Franco Maria Puddu, L'isola che non voleva arrendersi, in Storia Militare, n. 165, Parma, Ermanno Albertelli Editore, giugno 2007,  pp. 25-30.